# Adlerbrücke (Wuppertal)
Die Adlerbrücke ist eine Straßenbrücke über die Wupper im Wuppertaler Stadtteil Barmen.

## Konstruktion

Adlerbrücke mit Station, nach 1900
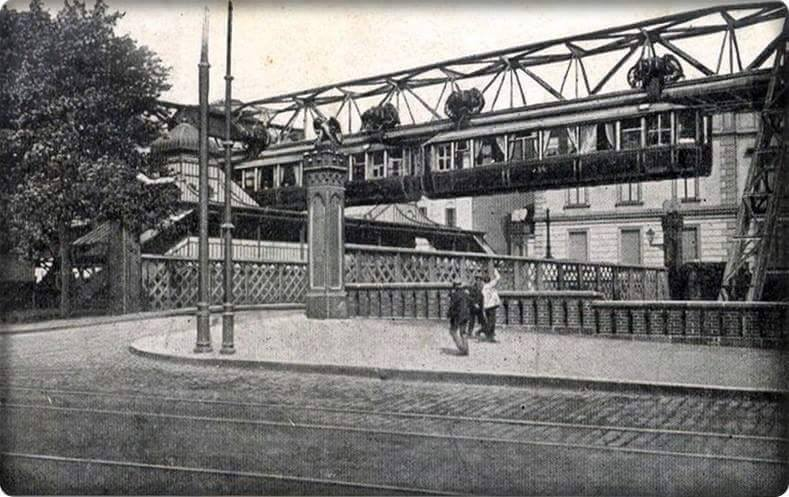
Südseite
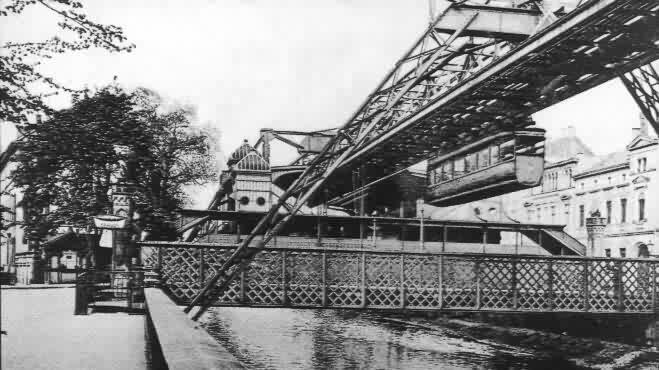
Ostseite
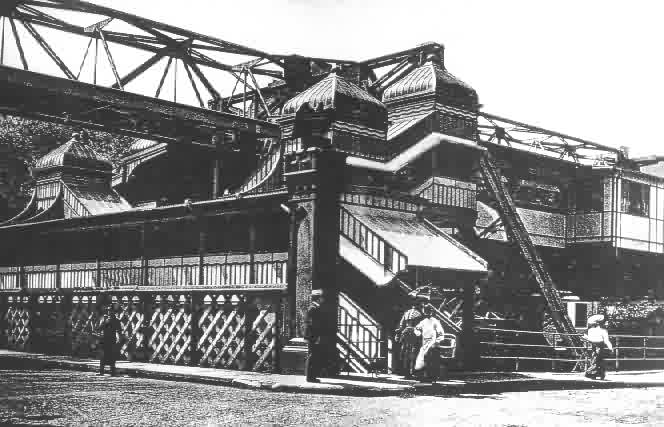
Nordseite
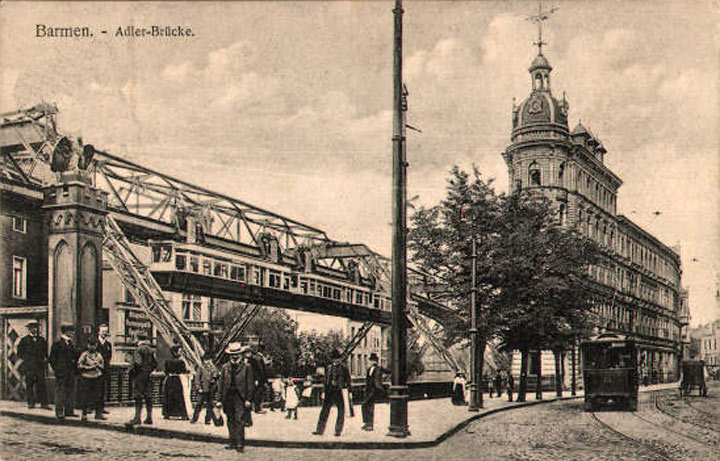
In Blickrichtung Osten

Die schmiedeeiserne Gitterträgerbrücke aus dem Jahre 1868 verbindet die Straße Unterdörnen nördlich der Wupper mit dem südlichen linken Flussufer mit der Straße Friedrich-Engels-Allee, auf die sie in Höhe des Historischen Zentrums mit dem Haus Barthels sowie dem Engels-Haus trifft. Sie liegt in der Nähe der Adlerstraße, die von Norden in die Straße Unterdörnen einmündet. Die erste eiserne Brücke über die Wupper kostete bei ihrer Errichtung einschließlich eines neuen Bollwerks 12.000 Taler und steht heute unter Denkmalschutz.
Der Überbau der Brücke ist als Stahlfachwerkkonstruktion mit außen liegenden Hauptträgern ausgeführt, die als mehrteilige Gitterträger gearbeitet wurden. Dazwischen spannten sich Querträger, die in die vertikalen Querträger eingebunden sind. Gewalzte Stahlprofile dienen als Längsträger; Querträger und Hauptträger sind aus Winkelprofilen und Blechen zusammengenietete Querschnitte. Die Spannweite der Brücke misst 26,4 Meter, ihre Breite beträgt zwischen den Hauptträgern 8,44 Meter. Unter der Asphaltdecke besteht ein Holzbohlenbelag. Auf den Zinnen der vier ursprünglichen Eckpfeiler aus Grauwacke stand jeweils ein gusseiserner Adler. Die Vogelfiguren verschwanden zu Beginn des Zweiten Weltkrieges und wurden wahrscheinlich für die Kriegsproduktion eingeschmolzen.
Die Adlerbrücke ist neben der Hundebrücke in Essen-Kupferdreh das letzte erhaltene Beispiel einer Gitterträgerbrücke im Rheinland. Dieser schmiedeeiserne Brückentyp war zwischen 1850 und 1870 sehr verbreitet, insbesondere bei den ersten Eisenbahnstrecken am Rhein und seinen Nebenflüssen. Auch über die Wupper gab es mehrere Gitterträgerbrücken. Zu den ältesten noch existierenden Großbrücken dieser Bauart gehören die (fragmentarisch erhaltene) Weichselbrücke Dirschau, die das Vorbild der ersten Rheinbrücke, der Dombrücke in Köln (1859–1913) war, sowie die Rheinbrücke Waldshut–Koblenz. Heute sind in Deutschland nur noch wenige Brücken dieser frühen Bauart erhalten.
Die gleichnamige anliegende Station Adlerbrücke der Wuppertaler Schwebebahn ist nach dieser Brücke benannt. Sie wurde 1903 in Betrieb genommen.

## Verfall, Sperrung und Sanierung (2000–2017)
Die Adlerbrücke galt seit dem Jahr 2000 als Sanierungsfall. In der Folge wurde der Autoverkehr auf eine Spur in südliche Richtung mit einer Höchstgeschwindigkeit von 10 km/h sowie einem zulässigen Gesamtgewicht von 3,5 Tonnen beschränkt. Ab August 2010 wurde die Brücke komplett gesperrt, nachdem bei einer Routinekontrolle Schäden im Bereich der Fahrbahn festgestellt wurden. Bei der folgenden Begutachtung der Überführung am 10. August wurde das Ausmaß der Schäden deutlicher. Morsche Holzbohlen unter dem Asphalt der Brücke waren der Grund für das Absacken des Untergrunds um rund zehn Zentimeter.
Nach ersten Schätzungen lagen die Kosten einer Sanierung der Brücke bei 580.000 Euro. Aufgrund ihrer schlechten Haushaltslage erwog die Stadt Wuppertal den Abriss der maroden Brücke, wofür sie Kosten in Höhe von 50.000 bis 70.000 Euro ansetzte. Der Fußgängerverkehr führte bei der Wupperquerung fortan über die anliegende Schwebebahnstation, die 1999 im Rahmen einer Modernisierung der Schwebebahn neu errichtet worden war.
In der Öffentlichkeit mehrten sich Stimmen für den Erhalt der Adlerbrücke, der sich Vertreter von im Stadtrat vertretenen Fraktionen wie die Wählergemeinschaft für Wuppertal,  die SPD und Die Grünen anschlossen. Der eigens gegründete Förderverein IG Adlerbrücke rief zu Spenden auf und konnte in kurzer Zeit genügend Spendenzusagen zur Deckung des städtischen Eigenanteils für die Finanzierung der Sanierung sammeln. Von den letztendlich 780.000 Euro Sanierungskosten waren etwa 683.000 Euro förderfähig. Nach entsprechenden Förderanträgen kamen 300.000 Euro aus dem Denkmalschutz-Sonderprogramm IV des Bundes, 150.000 aus dem  Denkmalförderungsprogramm des Landes NRW und 156.000 Euro von der Deutschen Stiftung Denkmalschutz. Nach Sicherstellung der Finanzierung konnte im Dezember 2015 mit der Sanierung begonnen werden.
Am 3. August 2017 konnte die Adlerbrücke für den Fußgänger- und Fahrradverkehr wiedereröffnet werden. Die von der Deutschen Stiftung Denkmalschutz als „unsensible Leitungsführung“ kritisierten „verunklärenden und überdimensionierten Fernwärmerohre“ an der Ostseite der Brücke wurden 2018 vom Betreiber Wuppertaler Stadtwerke verlegt, wodurch die Brücke ihr ursprüngliches Erscheinungsbild wiedergewinnen konnte.

## Neue Adler (2019)

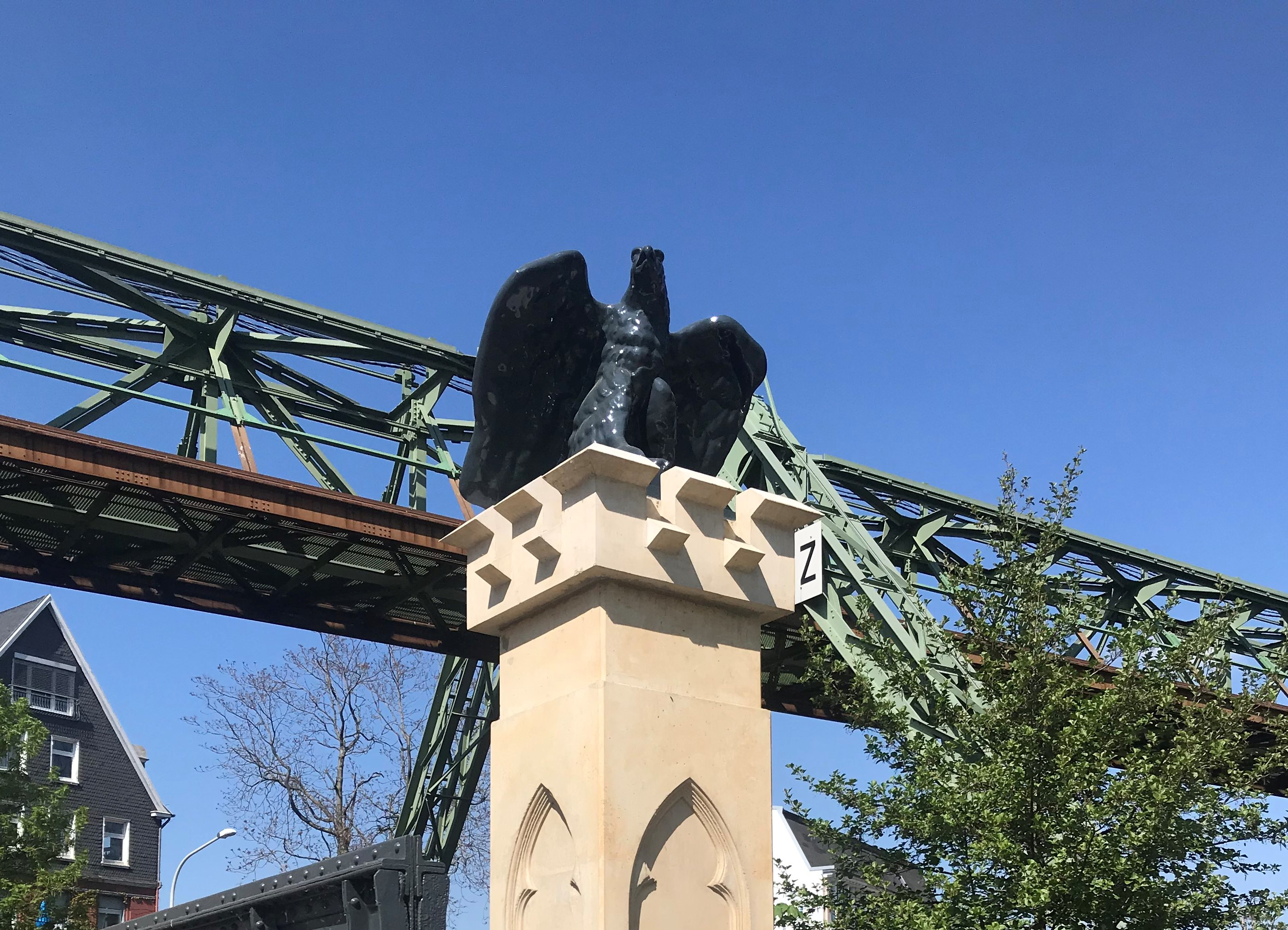
Einer der neuen Adler der Adlerbrücke

Am 12. Oktober 2019 fanden zwei 140 Kilogramm schwere und 85 × 100 Zentimeter große Adler an der Südseite der Brücke ihren Platz, mit Blickrichtung auf die Friedrich-Engels-Allee. Sie waren nach Originalformen in China gegossen worden und stehen seither auf 3,25 Meter hohen, neogotischen Säulen, die mit in den Niederlanden gefertigten Zinnenkränzen versehen wurden. Die Finanzierung der Adler erfolgte ohne Einsatz von öffentlichen Geldern. Zahlreiche Sponsoren hatten mehr als 40.000 Euro hierfür aufgebracht.
Am 15. November 2019 fand zur Einweihung der Brücke ein kleines Feuerwerk statt.